# テン・イヤーズ・チケット
テン・イヤーズ・チケット（タイ語: หนังรักเรื่องที่แล้ว; 英語: 10 Years Ticket）は、2022年放送のタイのテレビドラマシリーズで、パワット・チットサワンディ (オーム)、トンタワン・タンティウェーチャクン (トゥ)、ジュンポン・アドゥンキッティポーン (オフ)らが主演する。
GMMTVとNar-ra-torの共同制作し、監督はカニタ・クワンユーが務めた本作は、2021年12月GMMTVによって開催された"GMMTV 2022 Borderless"のイベント内にて、2022年放送予定の作品として紹介されたものの1つである。2022年12月14日よりGMM25で20:30 (ICT)に、TrueIDで22:30 (ICT) に放送される。

## キャスト

### 主演
- プーカオ：パワット・チットサワンディ (オーム)
- コンクワン：トンタワン・タンティウェーチャクン (トゥ)
- Phlu：ジュンポン・アドゥンキッティポーン (オフ)

### 助演
- マイ：プリム・ラッタナルーァンワッタナー (プルーム) - プーカオの兄
- ラック：ダリサ・カーンポ (パン) - コンクワンの姉
- ルクソー：ベンヤーパー・ジーンプラソーム (ヴィウ)
- サンティ：パワリット・モンコンピシット (バンク) - プーカオの父
- サイ：ニコル・テリオー - プーカオの母
- ソムキアット：オリバー・プーパート (アン) - コンクワンの父
- ヴィーナ：ナルモン・ポンスパー (コイ) - コンクワンの母
- オー：アマリン・ニティポン
- ヨー：ヨン・チュニン โย่ง เชิญยิ้ม
- プム：サンサニー・ワッタナーヌクーン ศันสนีย์ วัฒนานุกูล
- ピン：Pentak Sirikul (Tai)
- ピアック：Chalad Na Songkhla
- ソー：チョンナカン・アーポンスティナン (ガンスマイル)
- チャンプ：パタラ・エークサーンクン (フォエイ)
- イン：Chanokwanun Rakcheep (Took)
- ヌーエン：ワンナウィモン・ジェーンアサワメーティー (ジューン)
- タンヤー：Sueangsuda Lawanprasert (Namfon)